# 마름모십이이십면체
| 마름모십이이십면체                    | 마름모십이이십면체                                              |
| ------------------------------------- | --------------------------------------------------------------- |
| (클릭해서 회전하는 모델을 볼 수 있다) |                                                                 |
| 종류                                  | 아르키메데스의 다면체 고른 다면체                               |
| 성분                                  | F = 62, E = 120, V = 60 (χ = 2)                                 |
| 면의 수{변의 수}                      | 20{3}+30{4}+12{5}                                               |
| 콘웨이 표기법                         | eD또는 aaD                                                      |
| 슐레플리 기호                         | rr{5,3}또는 {\displaystyle r{\begin{Bmatrix}5\\3\end{Bmatrix}}} |
| 슐레플리 기호                         | t0,2{5,3}                                                       |
| 위토프 기호                           | 3 5 \| 2                                                        |
| 콕서터 다이어그램                     |                                                                 |
| 대칭군                                | Ih, H3, [5,3], (*532), 120차                                    |
| 회전군                                | I, [5,3]+, (532), 60차                                          |
| 이면각                                | 3-4: 159°05′41″ (159.09°) 4-5: 148°16′57″ (148.28°)             |
| 참조                                  | U27, C30, W14                                                   |
| 특성                                  | 반정다면체 볼록                                                 |
| 색칠된 면                             | 3.4.5.4 (꼭짓점 도형)                                           |
| 연꼴육십면체 (쌍대다면체)             | 전개도                                                          |

마름모십이이십면체는 아르키메데스의 다면체 중 하나이다. 또한 마름모십이이십면체의 면의 수는 깎은 십이이십면체와 같이 62개, 모서리만 120개, 꼭짓점은 60개가 있다. 그리고 정십이면체와 정이십면체를 부풀려서도 만들 수 있다고 하여 부풀린 정십이면체, 부풀린 정이십면체라고도 한다.

## 같이 보기
- 다듬은 십이이십면체
- 부풀린 십이이십면체
- 비튼 마름모십이이십면체
- 자른 마름모십이이십면체